# Ferrari Dino
Ferrari Dino — несколько разных серий гоночных и спортивных автомобилей, производившихся итальянской фирмой Ferrari в конце 1950-х и начале 1960-х годов, а затем, вновь, с середины 1960-х до середины 1970-х годов. Своё название автомобили получили в память о сыне основателя фирмы Энцо Феррари. Все серии объединяет использование не двенадцатицилиндровых двигателей, до этого чаще всего применявшихся на автомобилях Ferrari. Обозначение моделей строилось по следующей схеме: последняя цифра указывала на количество цилиндров мотора, а две первых условно показывали рабочий объём двигателя (например, Dino 156 F2 использовал 1,5-литровый 6-цилиндровый мотор).
В июне 2015 года президент Ferrari Серджио Маркионне заявил, что новая модель под названием Dino обязательно появится в ближайшее время. Автомобиль, скорее всего, будет оснащаться 2,9-литровым V-образным шестицилиндровым двигателем с двумя турбинами мощностью 500 л. с.

## Dino 156 F2

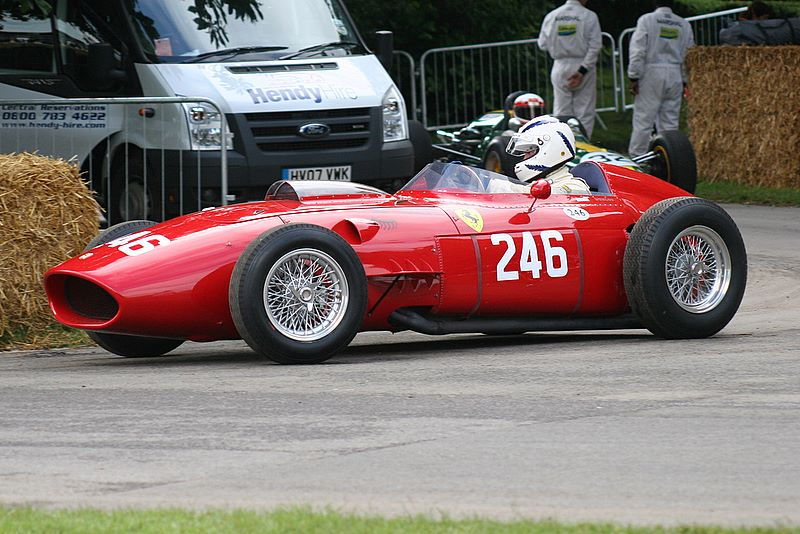
Ferrari 156/246

Первый V-образный шестицилиндровый двигатель был создан на фирме Ferrari под руководством Витторио Яно в 1956 году. Названный в память о сыне Энцо Феррари, он стал вехой в истории фирмы: его отменные характеристики позволили Ferrari вернутся на вершину автоспорта и заложили основу новой марки Dino.
Первым автомобилем с этим двигателем стал одноместный гоночный автомобиль Dino 156 F2, который дебютировал в 1957 году, поэтому датой рождения нового двигателя обычно считается этот год. Расположенный спереди продольно V-образный шестицилиндровый двигатель имел угол развала цилиндров 65°, рабочий объём 1,5 литра (1489,35 см³) и развивал мощность 180 л. с. Мотор имел по два верхних распредвала в каждой головке цилиндров (DOHC), которые приводили клапаны, по два на цилиндр. Питался двигатель от трёх карбюраторов Weber и имел систему смазки с сухим картером. К двигателю через многодисковое сцепление пристыковывалась четырёхступенчатая механическая коробка передач. На раму из стальных труб устанавливалась передняя независимая пружинная подвеска с поперечными рычагами и стабилизатором. Сзади использовалась подвеска типа Де Дион с двойными продольными рычагами с каждой стороны, поперечной рессорой в качестве упругого элемента и гидравлическими рычажными амортизаторами. Использовалось червячное рулевое управление, на всех колёсах были установлены барабанные тормоза.
Вскоре оригинальный Dino был переделан для участия в гонках Формулы-1, где новый двигатель, лёгкий и более мощный, чем старые четырёхцилиндровые агрегаты или заимствованный от Lancia восьмицилиндровый, был крайне необходим. Общая конструкция двигателя была сохранена, но его рабочий объём был увеличен. В таком виде автомобиль 246 F1 дебютировал 19 января 1958 года на Гран-при Аргентины и, в конечном итоге, привёл английского гонщика Майка Хоторна к победе в чемпионате.

## Dino 196 S/296 S/246 S

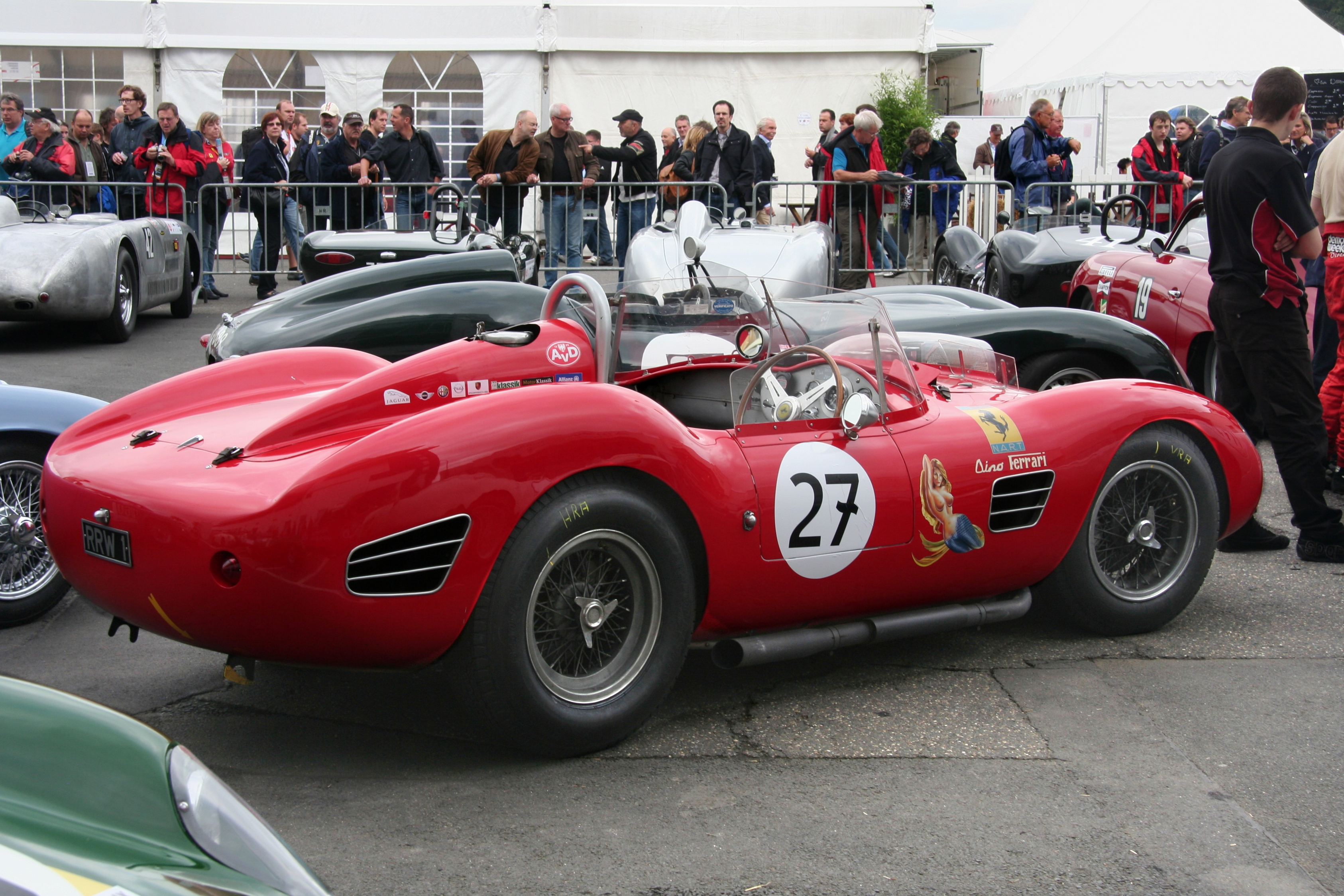
Ferrari Dino 196 S

Обнадёживающие результаты использования шестицилиндрового двигателя на гоночных автомобилях позволили Ferrari опробовать его на прототипах. Построенный в 1958 году Dino 196 S, на первый взгляд выглядел как немного уменьшенная копия 250 Testa Rossa, но если приглядеться внимательнее, то было видно, что под прозрачным воздухозаборником расположено шесть, а не двенадцать впускных раструбов. На этом автомобиле, также, использовался расположенный спереди продольно шестицилиндровый V-образный двигатель с углом развала 65° и двумя верхними рапредвалами в каждой головке (DOHC), но с увеличенным до двух литров (1983,72 см³) рабочим объёмом. В такой конфигурации мотор развивал мощность 195 л. с. Этот автомобиль также отличался тем, что сзади был установлен задний мост на пружинах.
В том же году был создан ещё один прототип Dino 296 S с трёхлитровым (2962,08 см³) двигателем такой же конструкции мощностью 300 л. с. В нём, как и на гоночном автомобиле, сзади использовалась подвеска типа Де Дион с продольными рычагами и поперечной рессорой.

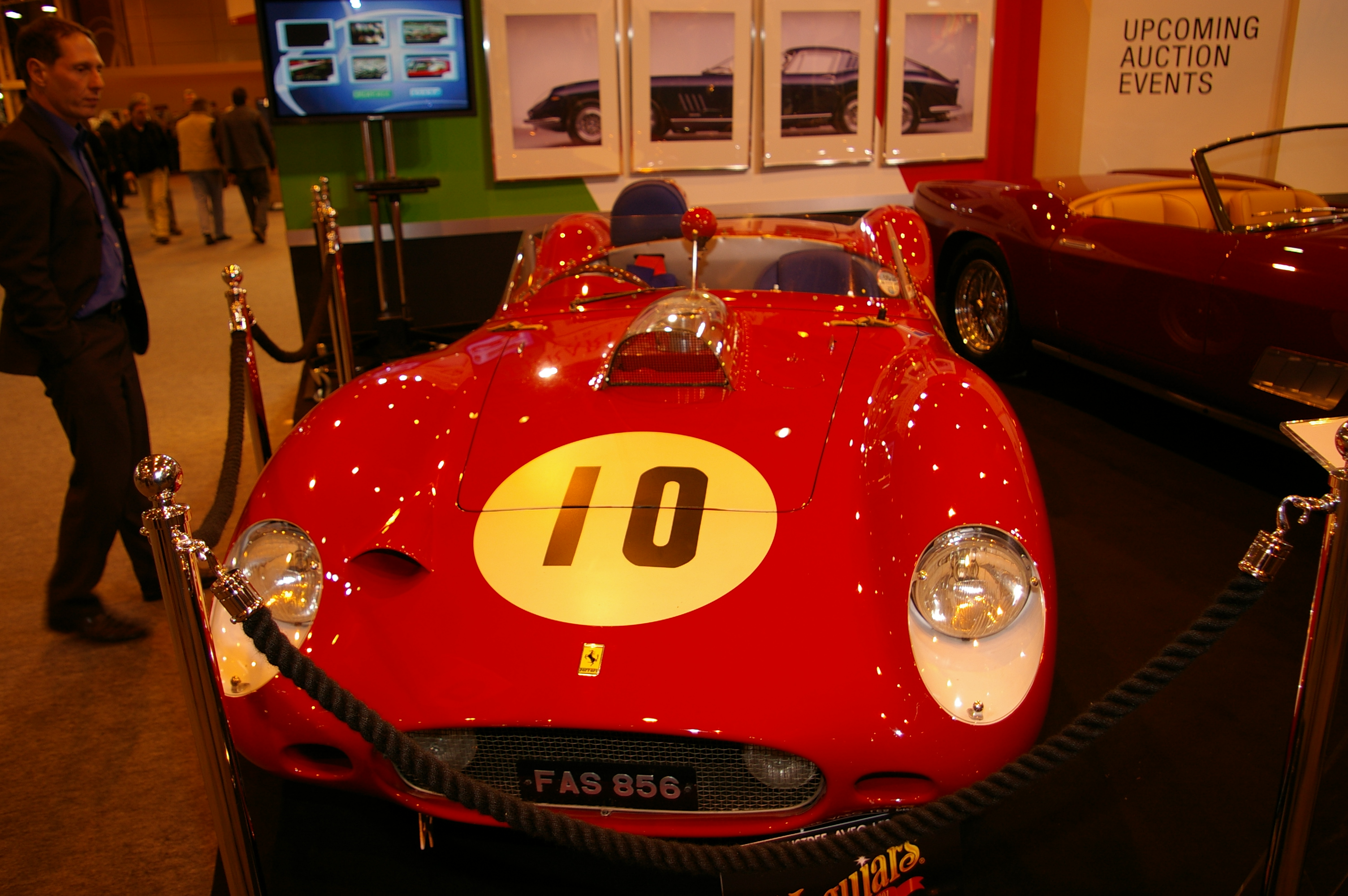
Ferrari Dino 246 S

В борьбе со своими основными соперниками автомобилями Maserati 200S и Porsche 718 эти модели Ferrari не показали ожидаемых результатов и вскоре были переделаны. На автомобиле Dino 296 S шестицилиндровый двигатель был заменён на двенадцатицилиндровый и он стал называться 250 TR. Модель же Dino 196 S, через некоторое время, получила новый кузов, созданный в ателье Медардо Фантудзи (Medardo Fantuzzi) и новый шестицилиндровый мотор.
Такой же, шестицилиндровый V-образный двигатель с уменьшенным до 60° углом развала, установили на изготовленный в 1960 году автомобиль Dino 246 S. Рабочий объём мотора составлял 2,4 литра (2417,33 см³) и он развивал мощностью 250 л. с. Двигатель имел по одному верхнему рапредвалу в каждой головке (SOHC) и по два клапана на цилиндр. От двигателя вращение через многодисковое сцепление передавалось на пятиступенчатую механическую коробку передач. Шасси состояло из стальной трубчатой рамы, к которой крепились независимая пружинная передняя подвеска на поперечных рычагах со стабилизатором и задний мост на пружинах. Спереди и сзади были установлены гидравлические телескопические амортизаторы. В рулевом управлении использовался червячный рулевой механизм, тормоза всех колёс были уже дисковыми.

## Dino 166 P/206 SP/S

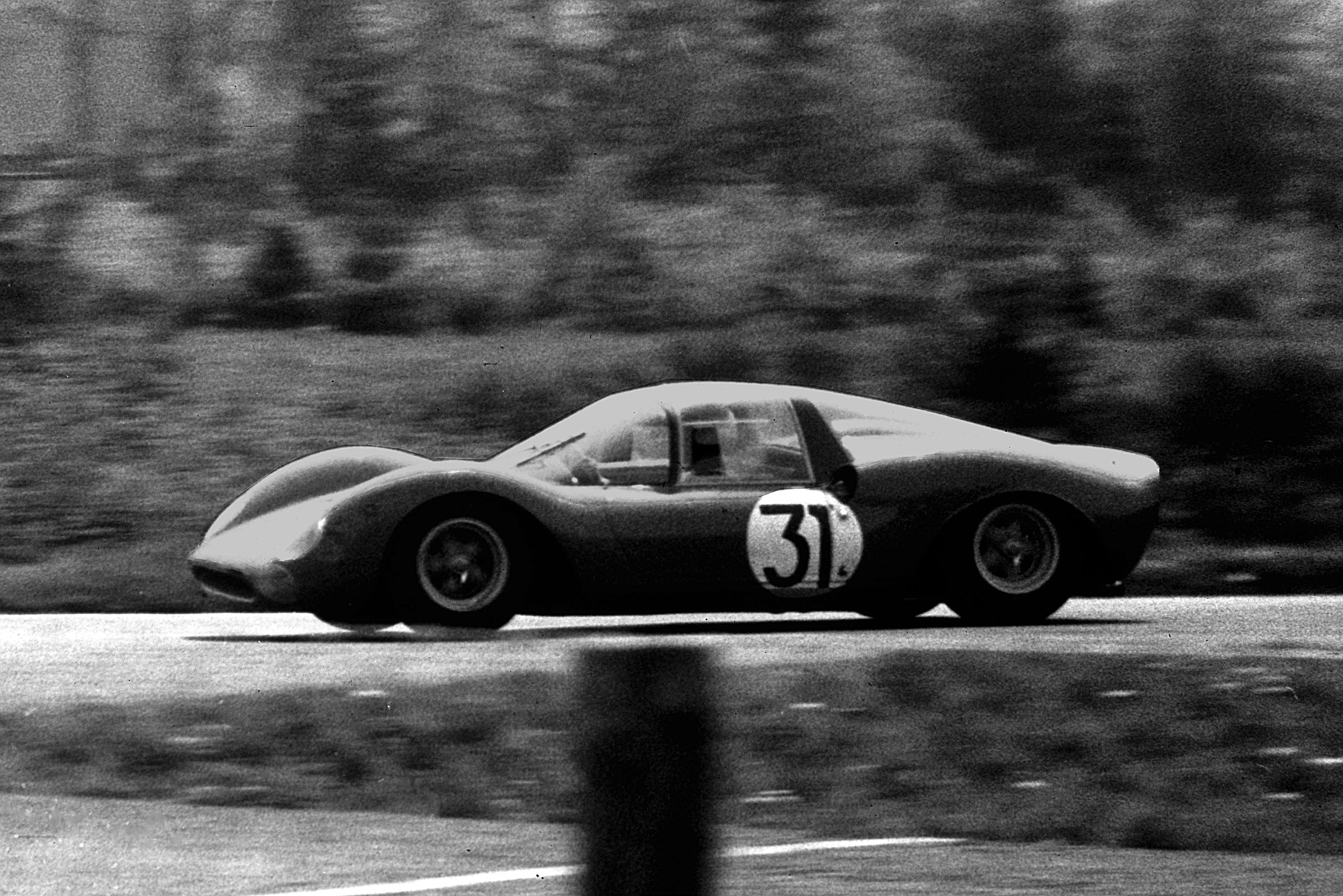
Ferrari Dino 166 P

Название было возрождено в 1965 году для прототипа Dino 166 P, внешне напоминающего большие модели серии P, но с двигателем рабочим объёмом всего 1600 см³. Это был первый автомобиль, который нес эмблему новой марки: горизонтальный прямоугольник со стилизованной надписью голубого цвета на жёлтом фоне. Быстрый и юркий он участвовал в нескольких гонках на выносливость, особо отметившись в 1000 километровой гонке на Нюрбургринге где финишировал четвёртым, опередив модели с двигателями в два, три раза большего объёма.
Автомобиль оснащался расположенным сзади продольно V-образным шестицилиндровым двигателем с углом развала 65°. Мотор имел рабочий объём 1,6 литра (1592,57 см³) и развивал мощность 175 л. с. По два верхних распредвала в каждой головке (DOHC) приводили клапаны, по два на цилиндр. В каждом цилиндре имелось по две свечи зажигания, напряжение на которые подавалось от двух катушек. Общее питание двигателя осуществлялось от трёх карбюраторов Weber, использовалась система смазки с сухим картером. От мотора через двухдисковое сцепление крутящий момент передавался на пятиступенчатую механическую коробку передач. Шасси состояло из рамы, сваренной из стальных труб, к которой крепились независимая пружинная передняя подвеска на поперечных рычагах и, также, независимая на поперечных рычагах, пружинная задняя подвеска. Спереди и сзади использовались гидравлические телескопические амортизаторы и стабилизаторы поперечной устойчивости. На автомобиле было установлено реечное рулевое управления, тормоза всех колёс были дисковыми.

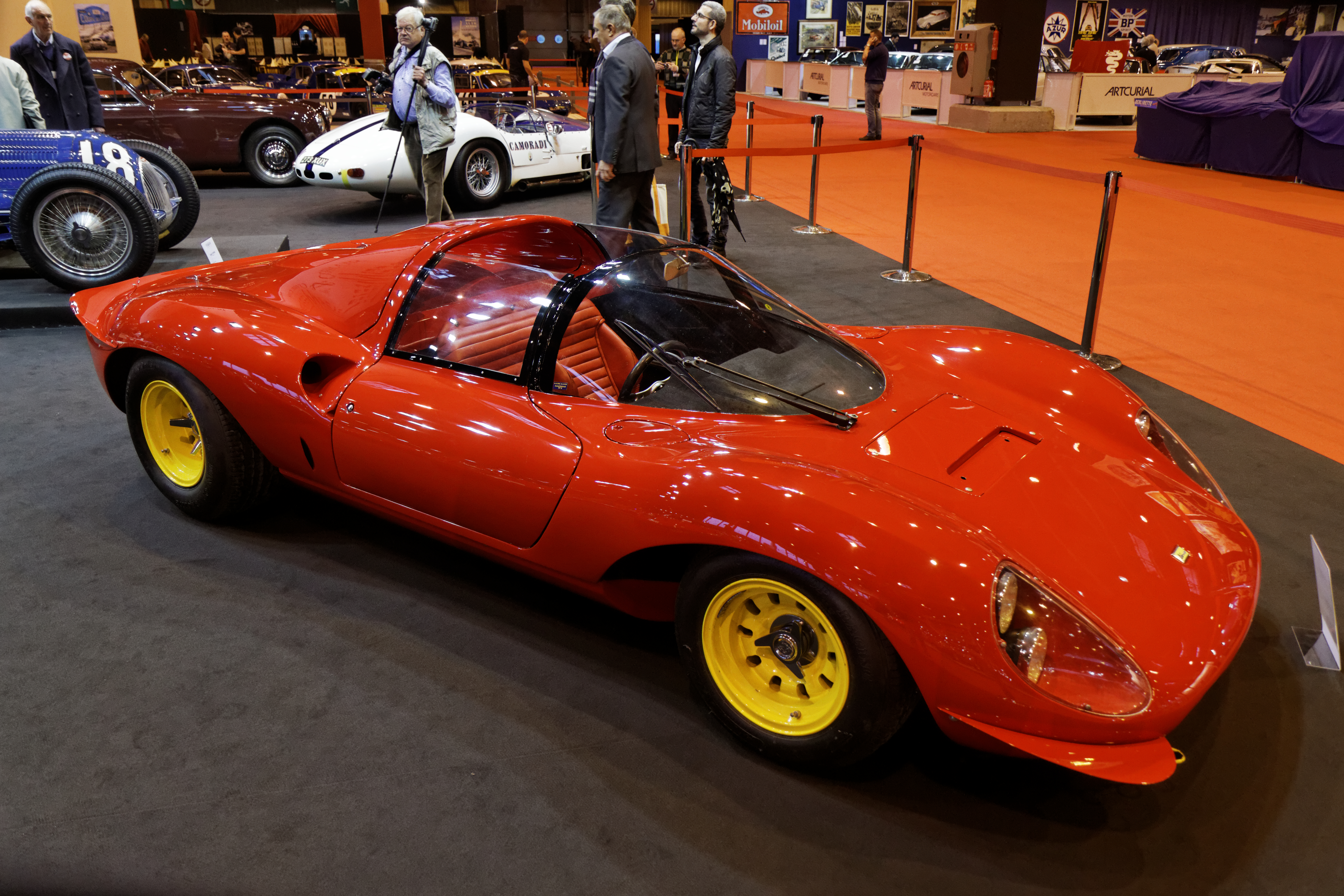
Ferrari Dino 206 SP

Модель Dino 206 SP 1965 года лучше всего может быть описана, как открытая версия автомобиля Dino 166 P с большим двигателем: с увеличенным до двух литров (1986,6 см³) рабочим объёмом, мотор развивал мощность 218 л. с. Эта баркетта была специально построена для европейского чемпионата по подъёму в гору 1965 года. И действительно, мощность автомобиля и его малый вес позволили Лудовико Скарфиотти выиграть четыре гонки и стать чемпионом.
У появившейся в 1966 году модели Dino 206 S инженеры серьёзно поработали над унаследованной от Dino 206 SP конструкцией, снизив вес автомобиля до 580 килограммов. Тот же двухлитровый двигатель получил камеру сгорания новой формы и развивал теперь 220 л. с. Скорость автомобиля возросла до 270 км/ч, он очень хорошо управлялся и взял несколько побед в своём классе.

## Dino 166 F2/246 Tasmania

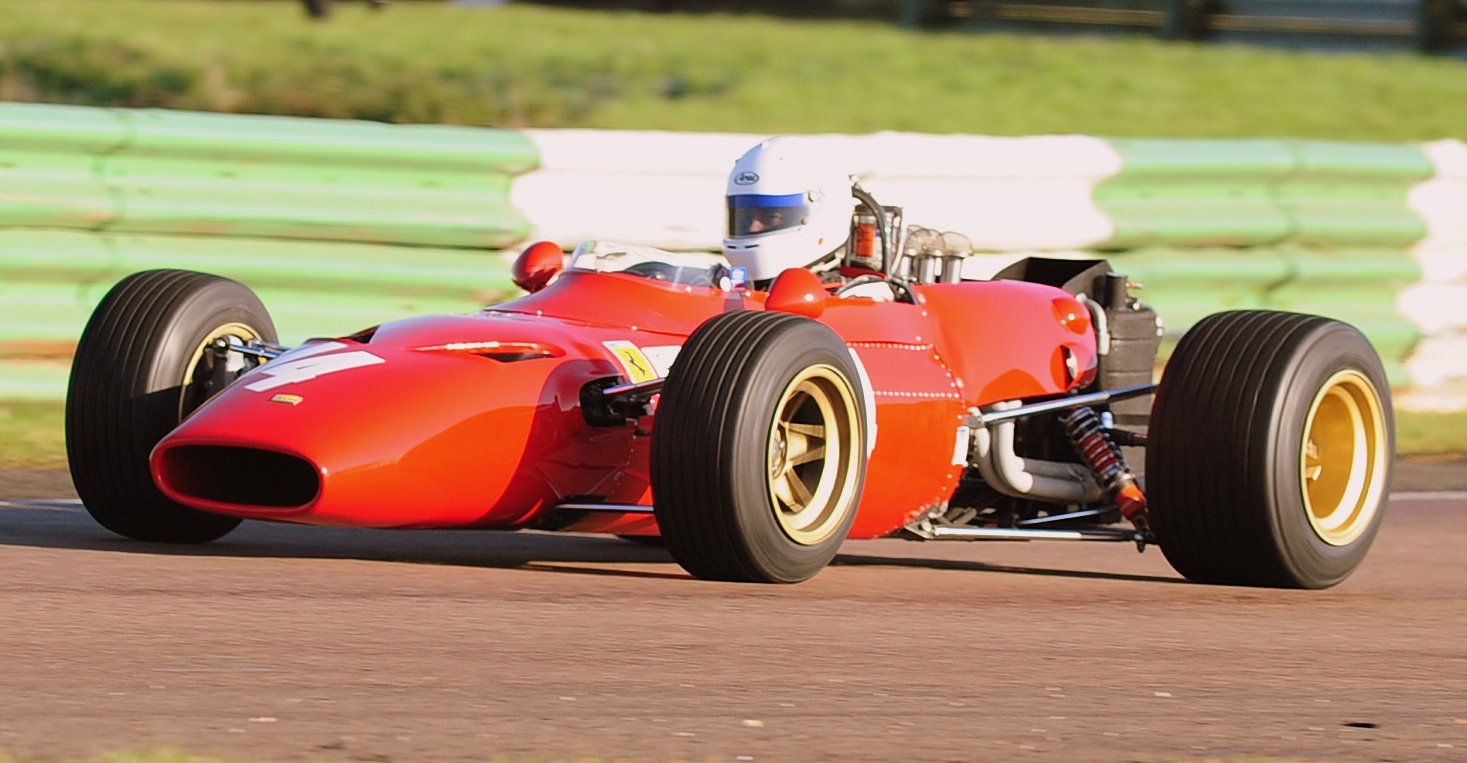
Ferrari Dino 166 F2

В конце 1960-х спортивные команды Ferrari продолжали сражаться на разных фронтах, участвуя, в дополнении к борьбе в Формуле-1, в гонках Формулы-2 и соревнованиях спортпрототипов, но становилось всё труднее поддерживать такой лихорадочный темп. Поэтому, одноместный гоночный автомобиль Dino 166 F2, построенный в 1967 году для участия в соревнованиях начальной формулы, был ценен ещё и тем, что позволил укрепить сотрудничество с фирмой Fiat. В то время международные правила требовали, чтобы двигатель Формулы-2 имел блок цилиндров, производимый в количестве не менее 500 штук, недостижимое для Ferrari число. Так что, было достигнуто соглашения, по которому на фирме Fiat стали производить двигатели Dino, устанавливать их на свои автомобили и поставлять на Ferrari, что позволило этому автомобилю выступать в соревнованиях. В дальнейшем, как сама эта модель, так и её двигатель подверглись множеству разнообразных изменений.
На автомобиль сзади продольно устанавливался шестицилиндровый V-образный с углом развала в 65° двигатель, который при рабочем объёме 1,6 литра (1596,25 см³) развивал мощность в 220 л. с. Двигатель имел по два верхних распредвала в каждой головке цилиндров (DOHC) и по три клапана на цилиндр. Он оборудовался системой впрыска топлива фирмы Lucas и имел систему смазки с сухим картером. К двигателю через многодисковое сцепление была пристыкована пятиступенчатая механическая коробка передач. К шасси типа полумонокок, с рамой из стальных труб и облицовкой из алюминиевых панелей, присоединялись независимые передняя и задняя подвески на двойных поперечных рычагах. Пружины передней подвески были установлены внутри кузова, сквозь них проходили гидравлические телескопические амортизаторы, стабилизаторы имелись спереди и сзади. На автомобиле применялось реечное рулевое управление, тормоза всех колёс были дисковыми.
Созданный для участия в чемпионате Тасмании (Tasman Series), который проводился на трассах Новой Зеландии, на сезон 1968 года, автомобиль Dino 246 Tasmania, был в целом подобен модели Dino 166 F2, но имел новый двигатель с четырьмя клапанами на цилиндр рабочим объёмом 2,4 литра (2404,74 см³) мощностью 285 л. с.

## Dino 206 GT
В конце 1960-х для фирмы Ferrari было жизненно необходимо увеличивать продажи и снижать стоимость производства автомобилей. С имевшимися прототипами было не сложно разработать дорожную модель с относительно небольшим двигателем, которую, впервые в истории фирмы, можно было бы собирать на конвейере. На Ferrari не были уверены в том, что смогут производить необходимое количество изделий, поэтому был заключён союз с фирмой Fiat. Там изготавливали двигатели, устанавливали их на свои модели, а также поставлять эти моторы на Ferrari. Все автомобили, и Fiat, и Ferrari использовали название Dino.

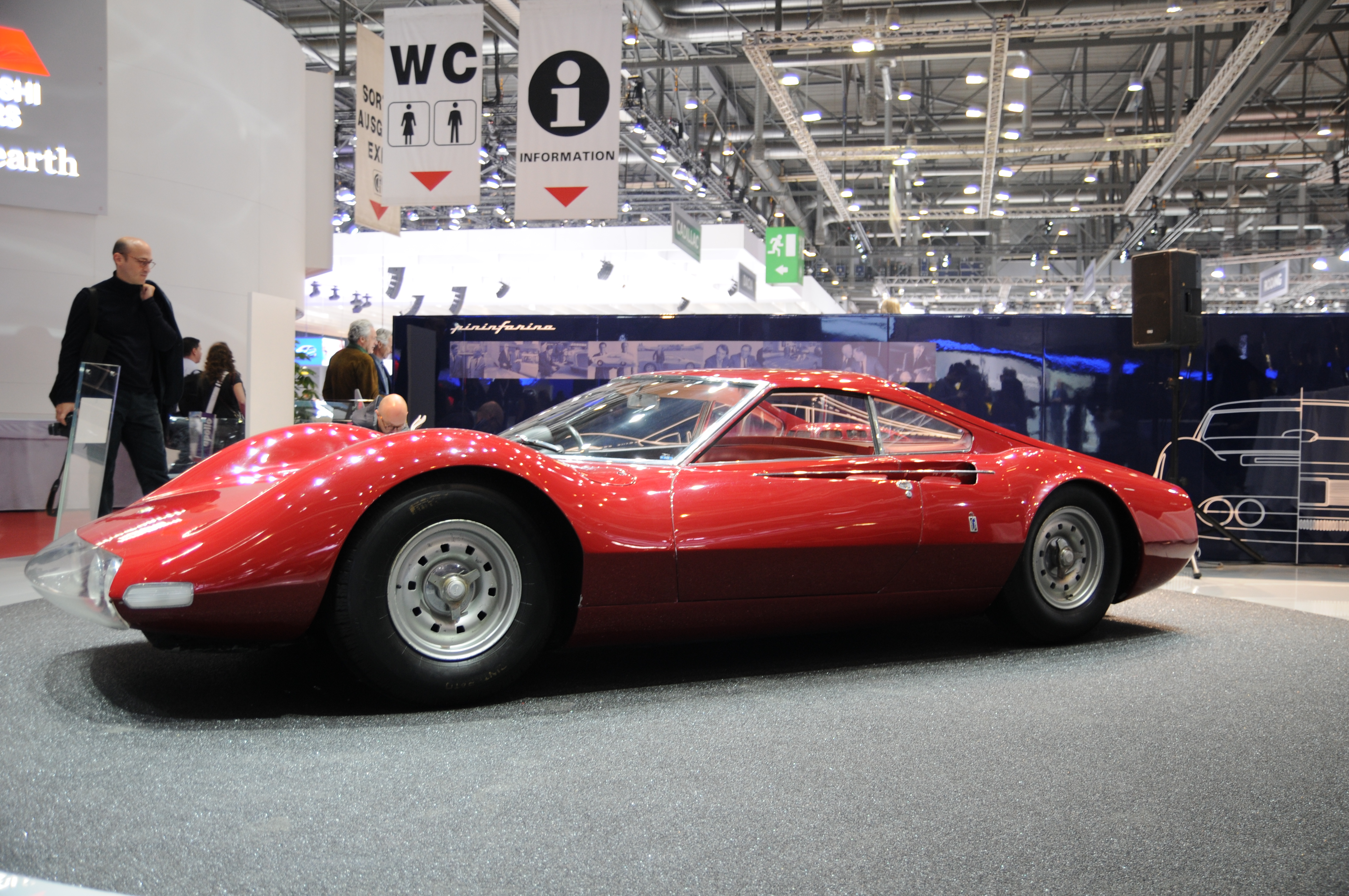
Прототип Ferrari Dino 206 GT Speciale

В конце 1965 года на Парижском автосалоне концептуальная модель, названная Dino 206 GT Speciale, была показана на стенде фирмы Pininfarina. Этот образец был создан на базе гоночного автомобиля с продольным размещением двигателя сзади, за спинками сидений. Оригинальный блок фар под прозрачным колпаком был растянут на всю ширину автомобиля, но остальные формы кузова были более консервативными, пригодными для серийного производства. Салон заканчивался невысоким вертикальным вогнутым стеклом, расположенным между удлинёнными боковыми панелями, простирающимися до хвоста в стиле Камма.
За первым прототипом последовал второй, показанный 1966 году на Туринском автосалоне, по-прежнему с продольным расположением двигателя. Он имел эллиптический открытый воздухозаборник радиатора спереди и фары, теперь установленные в крыльях и закрытые плексигласовыми колпаками. У автомобиля была более высокая крыша, такое же вогнутое заднее стекло и удлинённые стойки, а также половинки бампера на каждом углу кузова. Следующий прототип появился в 1967 году с практически прежним кузовом. Самое главное изменение было внутри: двигатель был повёрнут на 90°, установлен поперечно в едином блоке с трансмиссией. Все работы над силовой установкой: компоновка, проектирование и изготовление были полностью сделаны на фирме Ferrari.
Наконец, на Туринском автосалоне в ноябре 1967 года был показан экземпляр практически идентичный серийным автомобилям, выпуск которых начался позже. Сходящие с конвейера модели потеряли закрытые плексигласом фары, но получили дополнительные окошки в задних стойках.
Производство началось в 1968 году и продолжалось в течение 1969 года, до тех пор, пока двухлитровый двигатель не был заменён на больший и, с некоторыми другими изменениями, родилась модель Dino 246 GT. В течение девяти месяцев производства было изготовлено около 150 экземпляров модели Dino 206 GT, все с левым расположением руля.
Автомобиль встретил некоторое сопротивление со стороны пуристов, утверждавших, что это не настоящий Ferrari. Но их мнение быстро менялось после более близкого знакомства с машиной и совершения пробных поездок. Несмотря на то, что модели Dino продвигались как отдельная марка, они не выпали из общей гаммы автомобилей Ferrari. Так например, рекламная брошюра того времени утверждала: — «Небольшой, шикарный и безопасный… почти Ferrari».

### Кузов

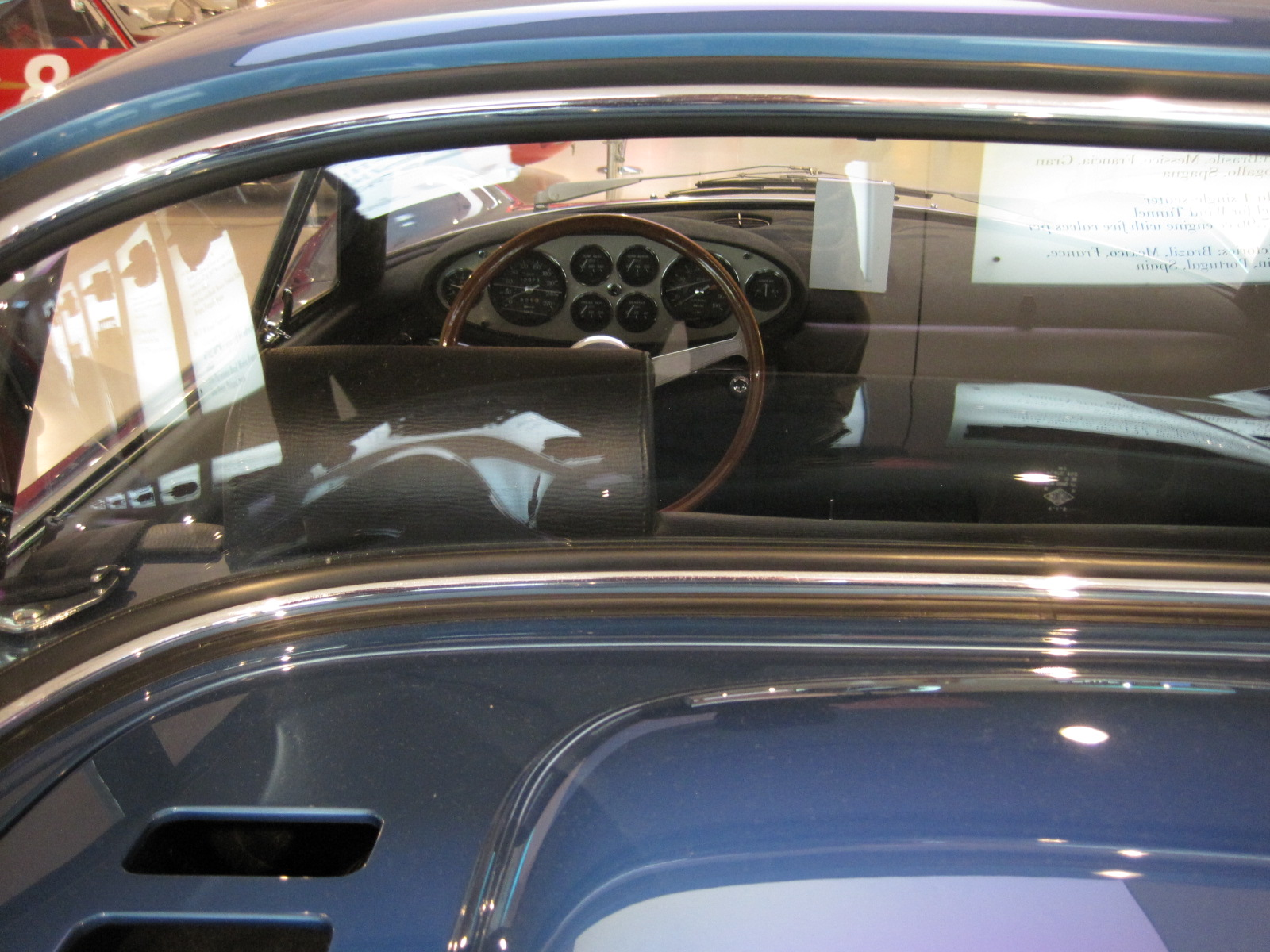
Ferrari Dino 206 GT, вогнутое заднее стекло и отделанная алюминием панель приборов с черно-белыми указателями

Кузов, который сейчас считается классикой автомобильного дизайна, имел гладкие и округлые формы: полукруги передних крыльев, плавно переходящие в выступы на дверях, а затем в кривые на задних крыльях с внезапно обрывающимся хвостом. Необычным было то, что у модели Dino 206 GT он был полностью алюминиевым, когда как большинство автомобилей Ferrari того времени имели стальные кузова с алюминиевыми открывающимися панелями. Сзади было установлено по паре круглых фонарей с каждой стороны, совсем как на модели Daytona, появившейся в то же время. Кроме того, эти автомобили имели очень похожие отделанные алюминием панели приборов с круглыми чёрно-белыми указателями.

### Двигатель
Шестицилиндровый V-образный двигатель с углом развала цилиндров 65° имел заводской номер 135B и развивал мощность 180 л. с. По два верхних распредвала (DOHC) в каждой головке с цепным приводом перемещали клапаны, по два на цилиндр. Блок цилиндров был отлит из силумина, в него вставлялись чугунные гильзы, головки цилиндров и другие элементы двигателя были, также, отлиты из алюминиевого сплава. В развале цилиндров устанавливался блок из трёх двухкамерных карбюраторов Weber, использовался распределитель и электронная система зажигания. Двигатель устанавливался сзади поперечно, в едином агрегате с пятиступенчатой полностью синхронизированной трансмиссией.

### Шасси
Автомобиль был построен на шасси с заводским номером 607, сконструированном на основе фирменных принципов Ferrari: мощные продольные трубы с поперечинами и дополнительными элементами для крепления кузова и вспомогательных элементов. Независимые пружинные подвески с двойными поперечными рычагами, гидравлическими амортизаторами и стабилизаторами были установлены спереди и сзади. Рулевое управление было реечным, тормозная система с усилителем имела вентилируемые дисковые тормоза на всех колёсах.

## Dino 246 GT/GTS
Модель Dino 246 GT была эволюцией автомобиля Dino 206 GT с увеличенным двигателем и удлинённой колёсной базой. Внешний вид автомобиля остался практически прежним, немного удлинилась задняя часть и заправочная горловина стала скрытой. Присмотревшись, можно было также замерить увеличение диаметра пары выхлопных труб сзади.
Примерно в то же время, в течение 1969 года, Энцо Феррари заканчивал переговоры с фирмой Fiat, по передаче ей производственной части своего бизнеса. Ему было уже за семьдесят и, кроме усиления фирмы в долговременной перспективе, это соглашение могло позволить Энцо больше времени уделять своей главной любви — автомобильному спорту.
Автомобиль Dino 246 GT официально дебютировал на автосалоне в Турине в ноябре 1969 года, хотя, к тому времени, уже выпускался серийно. В течение производственного периода с 1969 по 1974 годы модель незначительно менялась, в результате получилось три серии: L, M и E. Это, если не учитывать версии для различных рынков.

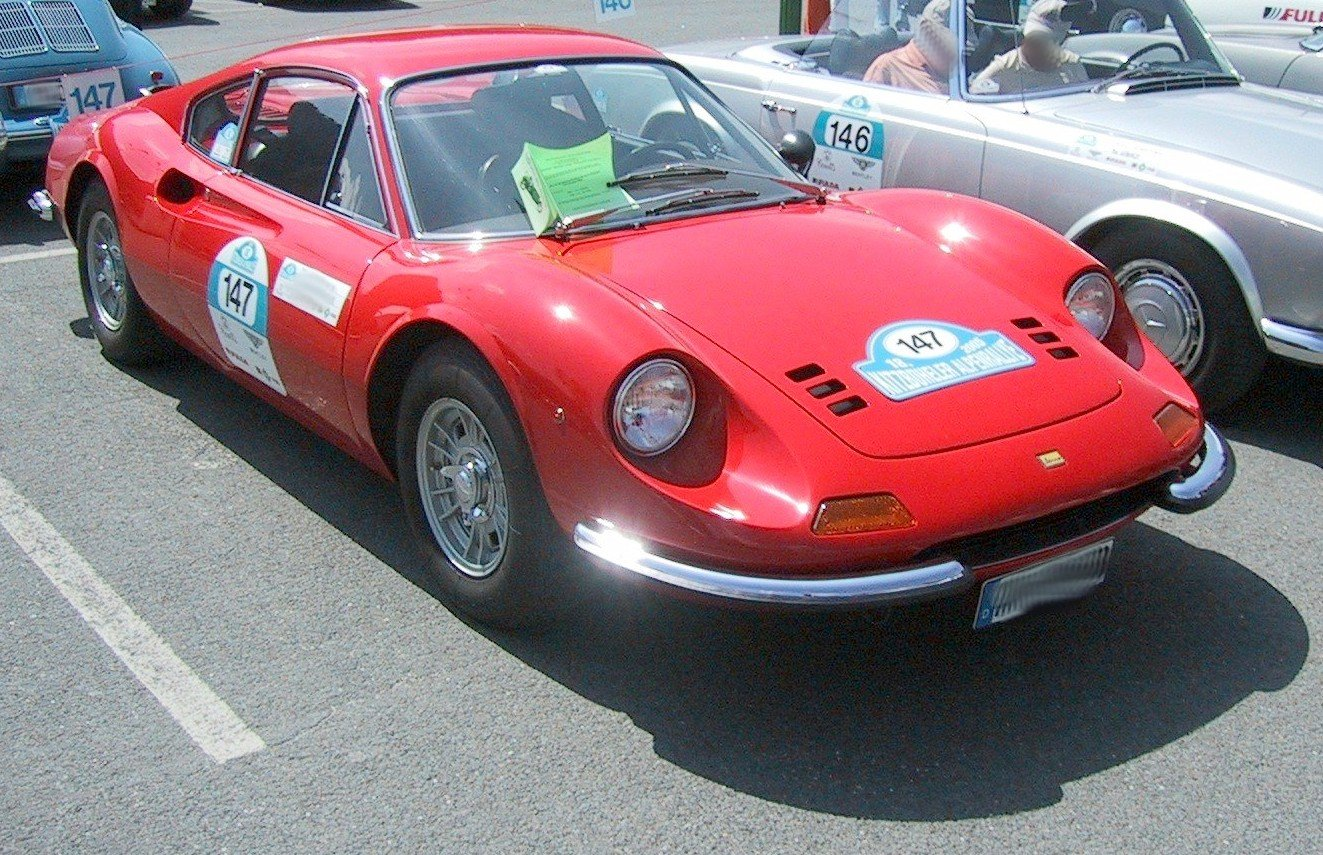
Ferrari Dino 246 GT первой серии L: крепление колёс одной гайкой, перекрёстные стеклоочистители, половинки бампера, заходящие внутрь решётки радиатора, личинка замка двери внутри выштамповки

Автомобили серии L производились с конца 1969 и в течение 1970 годов. Они имели колёса, крепящиеся одной центральной гайкой, передние половинки бампера загнутые внутрь решётки радиатора, фонари освещения номерного знака, расположенные в торцах половинок задних бамперов, наружную кнопку открывания багажника и отдельные, закреплённые на задней панели подголовники сидений.
Автомобили серии M производились очень короткий период времени в начале 1971 года. Их колёса крепились уже пятью болтами, они имели расположенную в салоне ручку открывания багажника, установленные на креслах подголовники, плюс некоторые изменения в двигателе и трансмиссии.
Автомобили серии E производились с 1971 года и до окончания производства в 1974 году. В них были сохранены все изменения серии M, включая дальнейшие изменения двигателя и трансмиссии. Стеклоочистители вместо распашных стали параллельными на моделях с левым расположением руля, на праворульных автомобиля они остались прежними. Другим видимым изменением был перенос личинки замка открывания дверей вниз из выштамповки. Половинки переднего бампера теперь заканчивались до облицовки радиатора, квадратные вентиляционные отверстия под ними стали круглыми и фонарь освещения номерного знака располагался теперь в хромированном продолговатом корпусе на кромке багажника.
Версия для продажи в США была представлена в конце 1970 года. Её можно отличить по вертикально стоящим указателям поворотов спереди и по прямоугольным повторителям указателей на передних и задних крыльях.
В период с 1969 по 1974 годы общее количество произведённых автомобилей составило 2 487 штук.
Двигатель с заводским обозначением 135 CS имел увеличенный до 2,4 литров рабочий объём и развивал мощность 195 л. с. Кроме увеличения рабочего объёма двигателя, был заменен материал блока цилиндров, теперь он был чугунным, вместо алюминиевого. В остальном, конструкция двигателя и объединённой с ним трансмиссии осталась прежней
Шасси, такое же как у предыдущей модели 206 GT было дважды модернизировано за период производства и имело заводские номера 607L, 607M и 607E. Тормозная система с компонентами производства фирмы Girling на серии L, позже была заменена на систему фирмы ATe.

### Dino 246 GTS

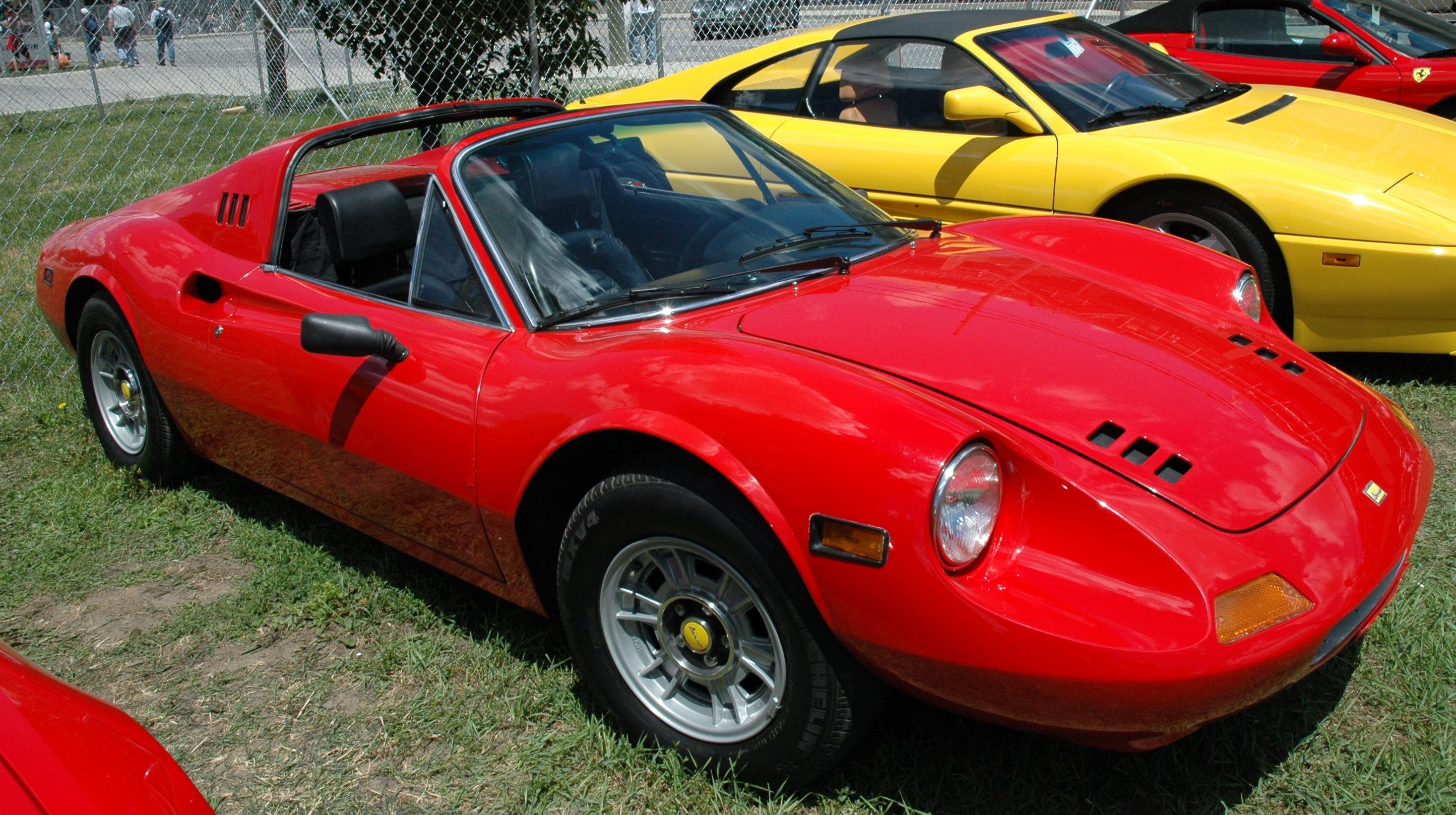
Ferrari Dino 246 GTS

Несмотря на стабильный спрос на модель Dino 246 GT на Ferrari решили повысить её популярность выпустив открытую версию. Автомобиль Dino 246 GTS дебютировал на женевском автосалоне 1972 года и сразу же получил множество положительных отзывов. Сохранив все индивидуальные черты модели прародителя, автомобиль с кузовом тарга получила такое преимущество, как возможность езды со свежим ветерком в салоне. Внешне, помимо съёмной крыши, модель отличалась отсутствием треугольных окошек позади дверей, вместо этого там располагались глухие панели с тремя прямоугольными вентиляционными прорезями. Во всём остальном — это была полная копия закрытого автомобиля. За время производства в период между 1972 и 1974 годами было изготовлено 1 274 экземпляра модели Dino 246 GTS.

## Dino 308/208 GT4
На Парижском автосалоне 1973 года фирма Ferrari представила модель Dino 308 GT4 с восьмицилиндровым двигателем, внешний вид которой был создан в ателье Bertone. Туринским дизайнерам удалось создать привлекательное купе вместимостью 2+2 с задним расположением двигателя длиной чуть более 4 метров, выдающееся достижение.
Как и раньше, цифра 3 в обозначении модели указывала на рабочий объём двигателя в три литра, цифра 8 — на количество цилиндров, а цифра 4 соответствовала числу мест в салоне. Это была первая четырёхместная модель фирмы с расположенным сзади двигателем и первый серийных автомобиль Ferrari с восьмицилиндровым мотором.
Когда производство предыдущих моделей Dino 246 GT/GTS было прекращено в 1974 году, автомобиль Dino 308 GT4 остался единственным в модельном ряду этой марки. Это была, также, единственная модель, которую дилеры могли предложить клиентам в Соединённых Штатах, так как другие автомобили фирмы не имели сертификатов для этого рынка. Таким образом, единственная оставшаяся в продаже модель Ferrari не несла эмблемы фирмы. Всё это привело к тому, что в середине 1975 года дилерам было дано указание установить эмблемы Ferrari на все подготовленные к продаже автомобили Dino 308 GT4, когда как вновь сходящие с конвейера модели уже несли этот знак. Так появилась модель Ferrari 308 GT4.
Производство модели продолжалось семь лет, до конца 1980 года, когда она была заменена автомобилем Mondial 8. Выпускались модели как с левым, так и с правым расположением рулевого управления, а также специальные версии для различных рынков, отвечавшие местным законодательным требованиям, которых становилось всё больше. Всего было произведено 2 826 автомобилей.

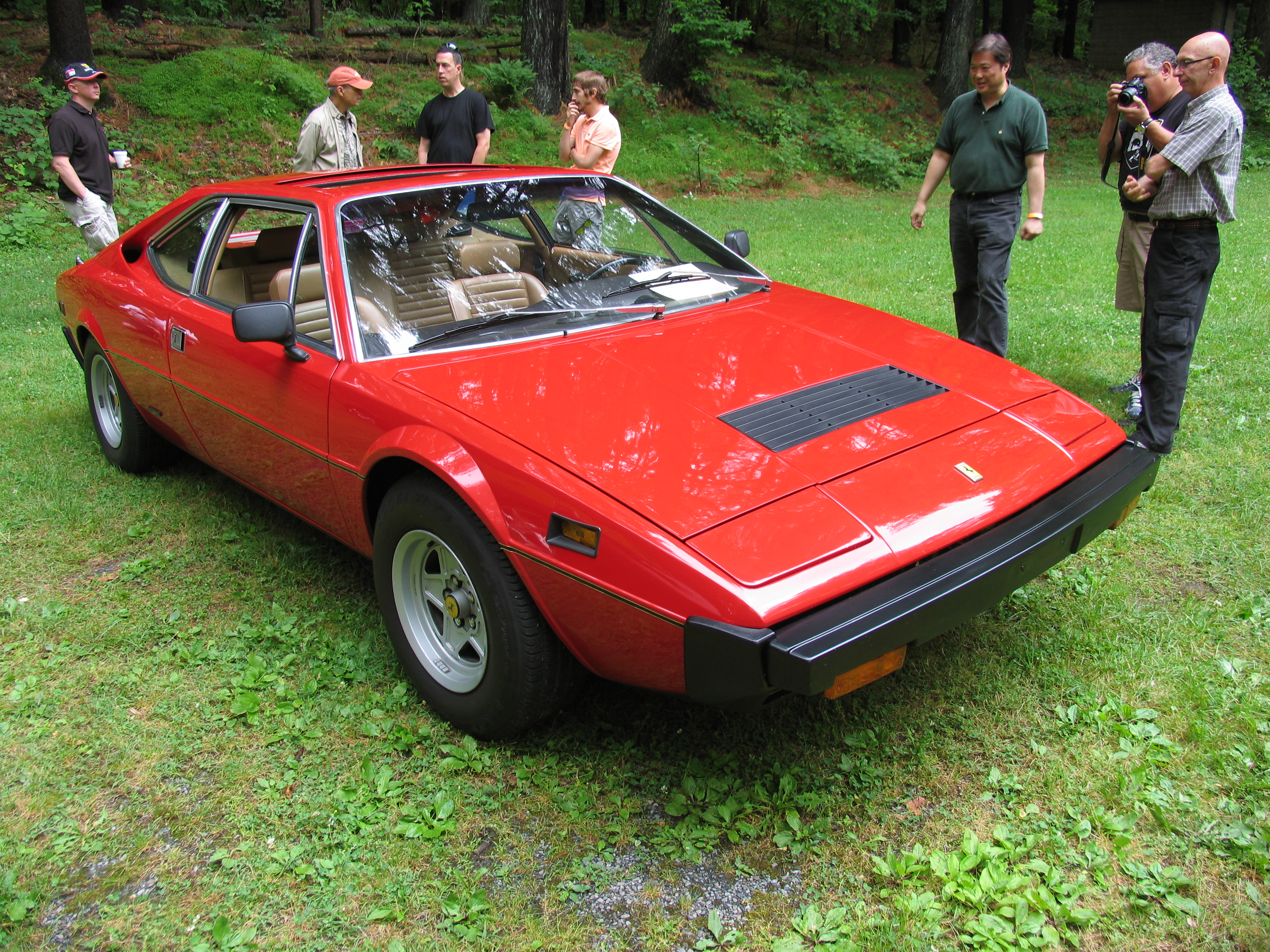
Ferrari Dino 308 GT4 для американского рынка с усиленными бамперами и особыми габаритными огнями на крыльях

За всё время производства было только одно заметное изменение европейской модели, таким образом автомобили неофициально делятся на первую и вторую серии. Те, что относятся к первой серии имели узкую углублённую решётку радиатора под бампером и фары дальнего света по бокам от неё. У автомобилей второй серии решётка радиатора была во всю ширину передка, а фары располагались за ней. Также имелась версия автомобиля для США, легко отличимая по массивным неуклюжим бамперам и габаритам на передних и задних крыльях

### Кузов
Удивительно, что несмотря на долгое и близкое сотрудничество Ferrari с фирмой Pininfarina, кузов этого автомобиля был разработан в ателье Bertone. Как рассказывали представители последнего, таково было предложение фирмы Fiat. На Bertone хорошо сделал свою работу разместив четырёх человек внутри очень ограниченного пространства автомобиля с колёсной базой всего на 210 миллиметров больше, чем у двухместной модели Dino 246 GT.
Угловатый кузов имел несколько очень интересных деталей, как например, воздухозаборники в форме бумеранга в задних стойках. Левый воздухозаборник направлял холодный воздух на масляный радиатор, а правый — на воздушный фильтр карбюратора. Сами стойки простирались далеко назад, создавая туннель вокруг плоского заднего окна. Общие формы кузова были собранными, хорошо сбалансированными и выдержали проверку временем, гораздо лучше, чем многие аналоги.
Конструктивно, кузов представлял собой пространственную раму из стальных труб, на которую навешивались стальные панели, капот спереди и крышка моторного отсека были алюминиевыми.
Несмотря на заднее расположение двигателя, сиденья сзади можно было использовать, гораздо в большей степени, чем, например, на модели 365 GTC4, хотя пространство для ног, всё же, было ограничено. На заднем сиденье, также, можно было перевозить разные вещи, так как создать адекватный багажник на автомобиле со средним расположением двигателя всегда было проблемой. Тем не менее, модель имела отдельный багажник разумного объёма в 250 литров за моторным отсеком, который, правда, сильно нагревался от глушителей под ним, даже несмотря на изолирующее покрытие пола. Дополнительное место для мягких вещей объёмом 35 литров было доступно спереди, если использовалось компактное запасное колесо.

### Двигатель

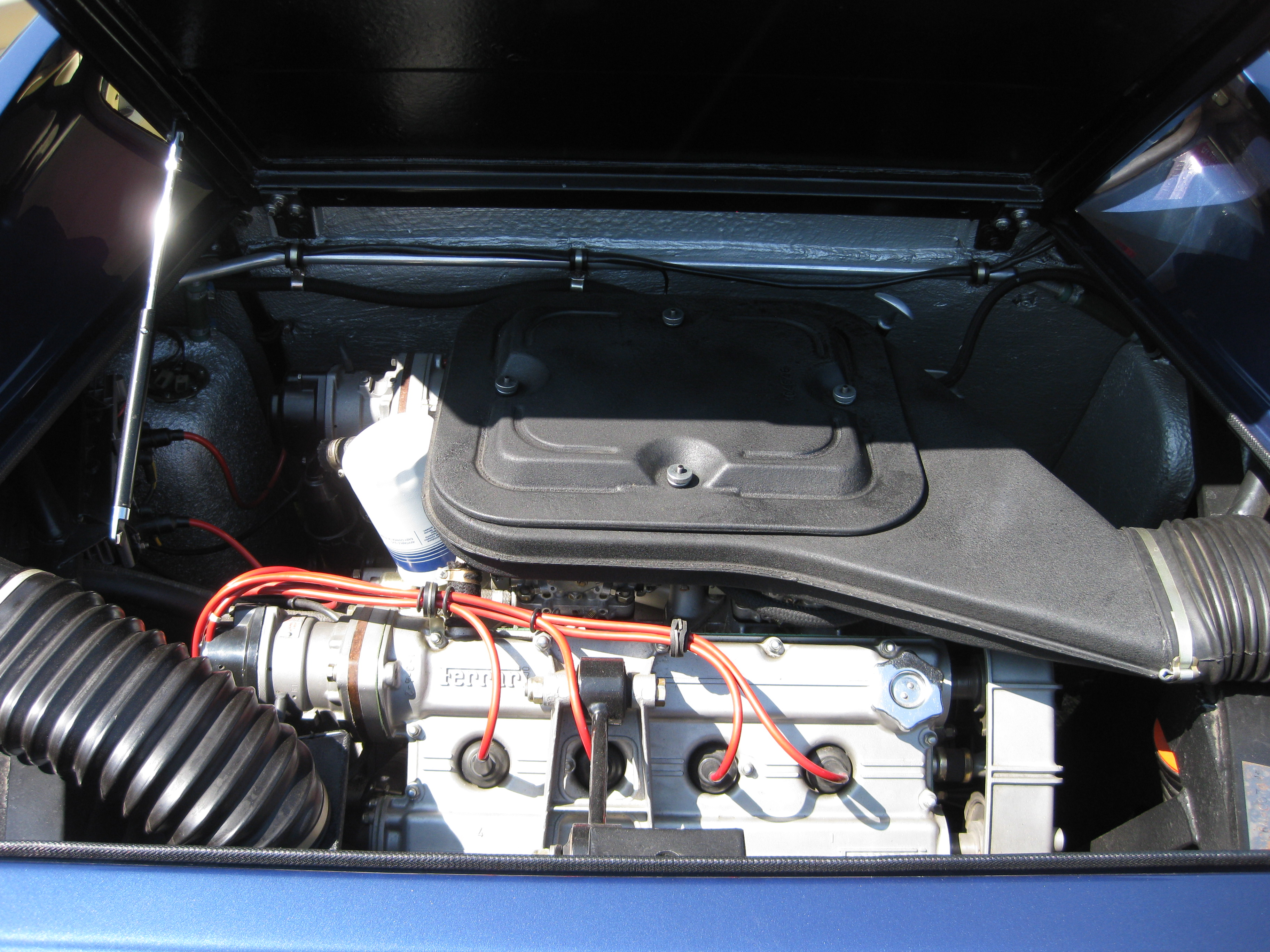
Двигатель Ferrari Dino 308 GT4

Восьмицилиндровый V-образный двигатель в едином блоке с пятиступенчатой полностью синхронизированной трансмиссией был установлен сзади поперечно. Он имел заводское обозначение F 106 AL 000, рабочий объём три литра и развивал 255 л. с. Диаметр цилиндра и ход поршня мотора были такими же, как у двенадцатицилиндрового двигателя, выпускавшихся в то же время автомобилей серии 365. Мотор имел, приводимые ремнём, верхние распредвалы, по два в каждой головке (DOHC), которые перемещали клапаны, по два на цилиндр. Сверху двигателя был установлен блок из четырёх двухкамерных карбюраторов Weber. Напряжение на свечи, по одной в каждом цилиндре, подавалось от двух катушек зажигания. С 1978 года двигатель стал оборудоваться электронной системой зажигания. Из-за установки каталитического нейтрализатора, мощность двигателя американской модели составляла всего 205 л. с.

### Шасси
Шасси автомобиля с заводским номером F 106 AL 100 представляло собой пространственную раму из стальных труб, к которой крепились передняя и задняя независимые пружинные подвески на поперечных рычагах с гидравлическими телескопическими амортизаторами и стабилизаторами. Использовалось реечное рулевое управление, двухконтурная гидравлическая тормозная система с усилителем имела дисковые тормоза на всех колёсах.

### Dino 208 GT4

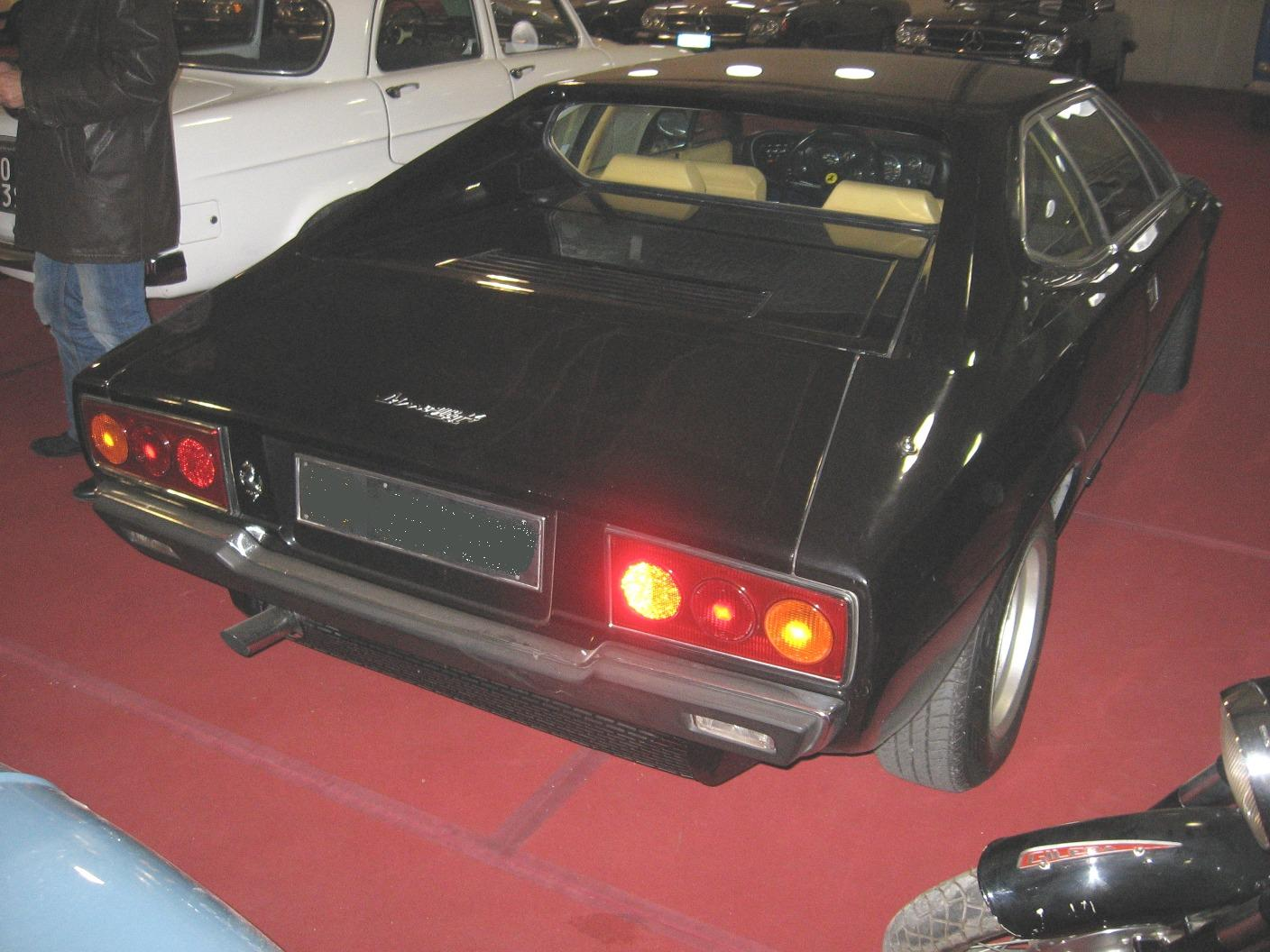
Ferrari Dino 208 GT4 с единственной выхлопной трубой

Модель Dino 208 GT4 появилась тогда, когда на фирме Ferrari решили установить двухлитровый двигатель на автомобиль Dino 308 GT4. Модель первоначально предназначалась только для итальянского рынка, где были введены налоговые ограничения на автомобили с большими моторами.
Рабочий объём двигателя был сокращён за счёт уменьшения диаметра цилиндра трёхлитровой модели, при сохранении того же хода поршня. Снижение объёма, естественно, привело к снижению мощности, этот двигатель развивал всего 170 л. с., но по-прежнему был способен разогнать автомобиль до 220 км/ч.
Кузов был таким же как у модели Dino 308 GT4 очень модных в то время угловатых форм. Кроме надписи на крышке багажника, модель проще всего отличить по одной выхлопной трубе, вместо блока из четырёх и блестящей алюминиевой решётке, вместо чёрной, на капоте. Модель Dino 208 GT4 была запушена в производство в 1975 году, производилась до 1980 года, всего было сделано 840 экземпляров.

## Комментарии
1. 1 2 3  Сухая масса автомобиля без технических жидкостей (охлаждающая и тормозная жидкости, моторное  и трансмиссионное масла и т.п.), немного меньше снаряженной массы.